# Коста, Паоло
Паоло Коста (итал. Paolo Costa; 13 июня 1771, Равенна — 20 декабря 1836, Болонья) — итальянский писатель.
Преподавал в университетах в Тревизо, Болонье и Корфу. Коста был противником романтической школы; издал с комментариями «Divina Commedia» Данте (Болонья, 1819); написал: «Osservationi critiche» (1807), «Dell’elocuzione» (Форли, 1818), «Elogio del conte Giulio Perticari» (1823), новеллу «Demetrio di Modone», комедию «La donna ingegnosa» (1825) и др. Перевёл Анакреона, «Батрахомиомахию», «Дон-Карлоса» Шиллера и др. Его «Opère» изданы в Болонье (1825) и Флоренции (1829—1830).